# Ernst Bader

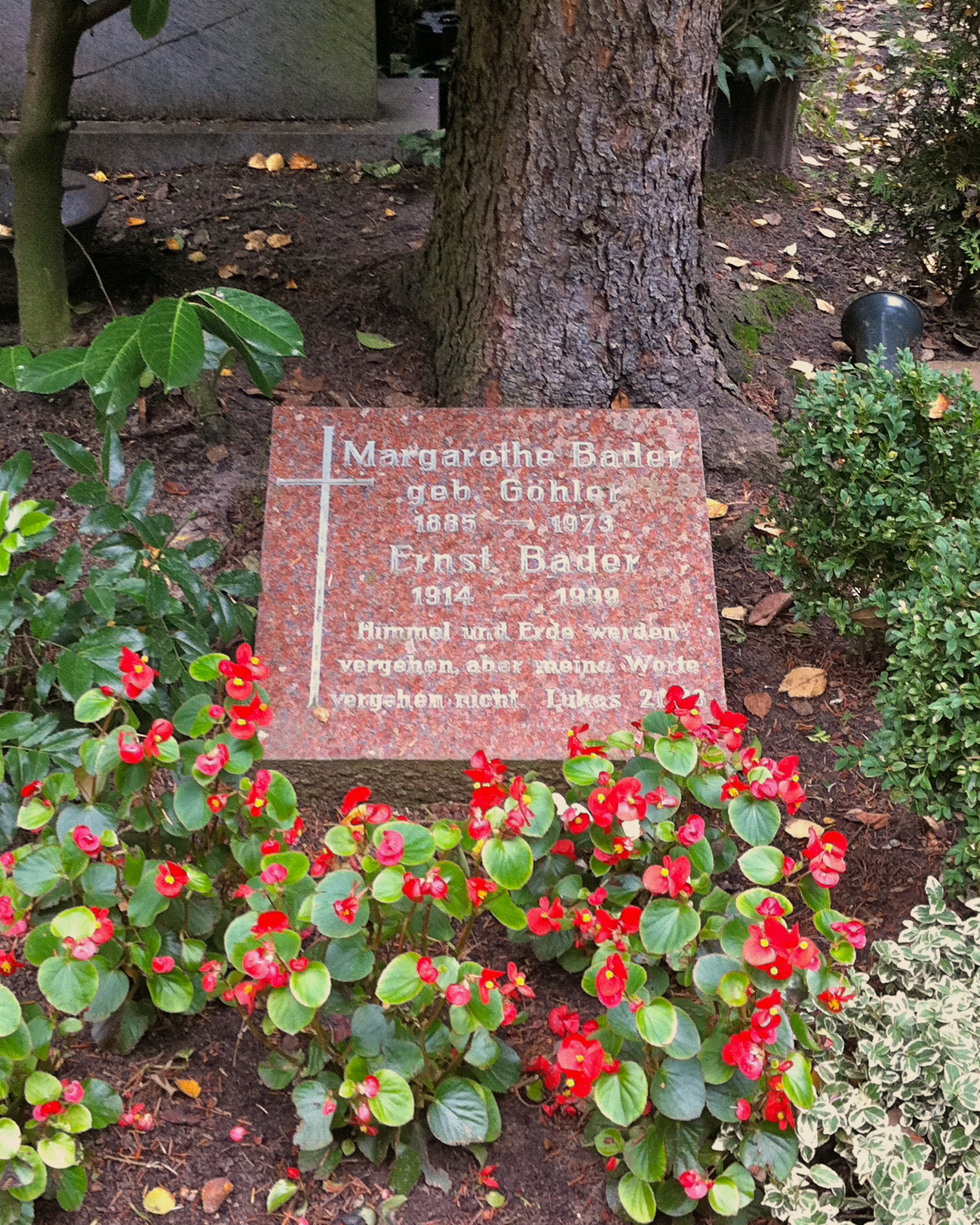
Ernst Baders Grab in Garstedt, Norderstedt

Ernst Bader (* 7. Juni 1914 in Stettin; † 10. August 1999 in Norderstedt) war ein deutscher Schauspieler, Liedtexter und Komponist.

## Leben
Bader wuchs in Stettin auf, wo er ab 1920 das König-Wilhelm-Gymnasium besuchte. Im Jahr 1923 zog die Familie nach Kolberg um, wo er das Domgymnasium besuchte, aber ohne Abschluss 1933 an die Berliner Schauspielschule wechselte. Neben seinem Studium arbeitete er als Pianist, spielte Theater und trat als Kabarettist in Varietés auf. In dieser Zeit entstanden auch seine ersten Liedtexte. Im Jahr 1936 legte er sein Schauspielerexamen ab und wurde anschließend Zeitsoldat bei der Wehrmacht. Nach einer Verwundung im Zweiten Weltkrieg wurde er nach seiner Genesung als Schauspieler engagiert und wirkte in einigen Filmen mit, die der Nazi-Propaganda dienten und von denen er sich später distanzierte.
In Hamburg war Ernst Bader nach Ende des Zweiten Weltkrieges als Lektor für die Internationalen Musikverlage Hans Sikorski tätig, in den 1950er und frühen 1960er Jahren eine vorwiegend nächtliche Tätigkeit. Haupteinnahmequelle für die Unterhaltungsmusik waren damals die zahllosen Tanzkapellen, denen die Lektoren nach den abendlichen Auftritten neues Notenmaterial empfahlen. Nur so war gewährleistet, dass neue Titel vom Publikum für die populäre Musikbox verlangt wurden. Viele der damaligen Lektoren kamen daher auf die naheliegende Idee, die Texte und/oder Kompositionen für die verteilten Notenblätter auch gleich selbst zu schreiben. Und so widmete sich auch Ernst Bader verstärkt dem Texten und Komponieren. In den 1950er, 1960er und 1970er Jahren waren dies hauptsächlich Schlager. Einen seiner ersten Texte schrieb er im Jahr 1951 für Friedel Hensch und die Cyprys (Übers Jahr, wenn die Kornblumen blühen). Mit Freddy Quinns Debüttitel Heimweh kam Bader 1956 zu seinem ersten Nummer-eins-Text. Im Jahr 1966 schrieb er für Freddy Quinn mit Hundert Mann und ein Befehl eine weitere Nummer eins. Sein dritter Text, der die Spitze der Hitparaden erreichte, war Dalidas Am Tag, als der Regen kam aus dem Jahr 1959. Er schrieb rund 900 Schlager- und Chansontexte, zehn erreichten die Top 10 der Musikzeitschrift Musikmarkt. Für einige Interpreten schrieb Bader mehrere Texte, so z. B. für Alexandra (10), Charles Aznavour (7, darunter dessen größten Erfolg in Deutschland, Du läßt dich geh’n), Gus Backus (7), Freddy Quinn (7), Nana Mouskouri (5) und Caterina Valente (5).
Seine letzten Lebensjahre verbrachte er in einem Altenheim in Norderstedt bei Hamburg, wohin er bekannte Sängerinnen, zum Beispiel Su Kramer, zu Konzerten einlud. Ernst Bader schrieb einige Bücher, unter anderem Kurzgeschichten Senioren schreiben nicht nur für Senioren. Ernst Bader war seit dem Jahr 1995 Ehrenpräsident des Sankt-Pauli-Museums. Zu seinem 100. Geburtstag erschien ein Buch über sein Leben „Ein Leben für die Musik“, das von Günter Zint und Eva Decker gestaltet wurde. Charles Aznavour beschreibt darin die Zusammenarbeit mit Ernst Bader in Deutschland.

## Top-10-Texte
| Titel                          | Interpreten                         | Jahr | Platz |
| ------------------------------ | ----------------------------------- | ---- | ----- |
| Heimweh                        | Freddy Quinn                        | 1956 | 1.    |
| Am Tag, als der Regen kam      | Dalida                              | 1959 | 1.    |
| Milord                         | Dalida                              | 1960 | 1.    |
| Einmal weht der Südwind wieder | Nana Mouskouri                      | 1962 | 2.    |
| The Peppermint Twist           | Caterina Valente / Silvio Francesco | 1962 | 8.    |
| Quando, Quando, Quando         | Caterina Valente / Silvio Francesco | 1962 | 9.    |
| Allein wie du                  | Freddy Quinn                        | 1963 | 9.    |
| Rag Doll                       | Die Five Tops                       | 1964 | 4.    |
| Hundert Mann und ein Befehl    | Freddy Quinn                        | 1966 | 1.    |
| Morgen beginnt die Welt        | Freddy Quinn                        | 1967 | 7.    |

## Trivia
- Im Jahr 1994 wurde Ernst Bader anlässlich seines 80. Geburtstags mit der Biermann-Ratjen-Medaille der Freien und Hansestadt Stadt Hamburg geehrt.
- Er trat dreimal der SPD bei und ebenso viele Male wieder aus. In den 1990er Jahren unterstützte er die PDS. Auf seinem Briefkopf stand die Zeile: „Eigentum ist Diebstahl, wenn man nicht teilt“ (so der mit Bader befreundete Fotograf Günter Zint in einem Interview mit dem Hamburger TV-Lokalsender „TIDE“ am 11. Januar 2016).
- Baders Grab befindet sich auf dem Ev. Friedhof Garstedt der Emmaus-Kirchengemeinde in Norderstedt.

## Veröffentlichungen
- Keiner lebt für sich allein. Verlag Atelier im Bauernhaus, Fischerhude 1998, ISBN 3-88132-058-X.
- Die Welt ist schön, Milord. Verlag Atelier im Bauernhaus, Fischerhude 1984, ISBN 3-88132-056-3.
- Meine 13 Kinder. Verlag Atelier im Bauernhaus, Fischerhude 1986, ISBN 3-88132-062-8.
- Das Gasthaus in Nordenbroda. Verlag Atelier im Bauernhaus, Fischerhude 1988.